# Грибаускас, Йозас Юргевич
Йо́зас Ю́ргевич Гриба́ускас (17 [30] августа 1906, Кельме, Ковенская губерния — 17 июня 1964, Вильнюс) — советский оперный режиссёр. Народный артист Литовской ССР (1964). Лауреат двух Сталинских премий третьей степени (1951, 1952). Член ВКП(б) с 1951 года.

## Биография
В 1925—1931 годах учился в Литовском университете. В 1930 году окончил театральную студию при Каунасском ДТ. В 1940—1941 годах — директор и художественный руководитель, в 1947—1948 годах — директор и главный режиссёр, в 1948—1951 годах — главный режиссёр, в 1951—1953 годах — директор ГТОБ Литовской ССР.

## Творчество
- 1947 — «Демон» А. Г. Рубинштейна; «Русалка» А. С. Даргомыжского
- 1951 — «Мазепа» П. И. Чайковского; «Борис Годунов» М. П. Мусоргского
- 1954 — «В бурю» Т. Н. Хренникова
- 1956 — «Долина» Э. д’Альбера
- 1958 — «Дон Карлос» Дж. Верди
- 1960 — «Сказки Гофмана» Ж. Оффенбаха
- 1961 — «Ромео и Джульетта» Ш. Гуно
- 1963 — «Моцарт и Сальери» Н. А. Римского-Корсакова

## Награды и премии
- заслуженный деятель искусств Литовской ССР (1954)
- народный артист Литовской ССР (1964)
- два ордена Трудового Красного Знамени (1950 и 1954[1])
- Сталинская премия третьей степени (1951) — за постановку оперного спектакля «Борис Годунов» М. П. Мусоргского на сцене ГТОБ Литовской ССР (1951)
- Сталинская премия третьей степени (1952) — за постановку спектакля «Незабываемый 1919-й» В. В. Вишневского на сцене ГТД Литовской ССР